# Швеція на літніх Олімпійських іграх 1924
Швеція брала участь у Літніх Олімпійських іграх 1924 року у Парижі (Франція) ушосте, і завоювала 29 медалей, з яких 4 золоті, 13 срібні і 12 бронзові. Збірну країни представляли 159 спортсменів (146 чоловіків, 13 жінок).

## Медалісти
| Медаль             | Спортсмен | Вид спорту           | Дисципліна                                                            |  |
| ------------------ | --- | -------------------- | --------------------------------------------------------------------- |  |
| Золото             | Ернст Ліндер | Кінний спорт         | Виїждження, індивідуальна першість                                    |  |
| Золото             | Оке Тельнінг Аксель Столе Оге Лундстрем | Кінний спорт         | Конкур, командна першість                                             |  |
| Золото             | Бу Ліндман | Сучасне п'ятиборство | Чоловіки, особиста першість                                           |  |
| Золото             | Карл Вестергрен | боротьба             | Чоловіки, греко-римська боротьба, до 82,5 кг                          |  |
| Срібло             | Едвін Віде | Легка атлетика       | Чоловіки, 10.000 м                                                    |  |
| Срібло             | Артур Свенссон Ерік Білен Густаф Вейнарт Нільс Енгдаль | Легка атлетика       | Чоловіки, естафета 4 × 400 м                                          |  |
| Срібло             | Гуннар Ліндстрем | Легка атлетика       | Чоловіки, метання списа                                               |  |
| Срібло             | Юн Янссон | Стрибки у воду       | Чоловіки, стрибки з 5 і 10-метрових веж                               |  |
| Срібло             | Бертіль Сандстрем | Кінний спорт         | Виїждження, індивідуальна першість                                    |  |
| Срібло             | Клас Кеніг Торстен Сильван Густаф Гагелін Карл Густаф Левенгаупт | Кінний спорт         | Кінне триборство, командна першість                                   |  |
| Срібло             | Густаф Дюрссен | Сучасне п'ятиборство | Чоловіки, особиста першість                                           |  |
| Срібло             | Вільгельм Карлберг | Стрільба             | Чоловіки, скорострільний пістолет, 25 м                               |  |
| Срібло             | Отто Гультберг Моріц Югансон Фредрік Ланделіус Альфред Сван | Стрільба             | Чоловіки, «біжить олень», 100 м, одиночні постріли, командна першість |  |
| Срібло             | Арне Борг | Плавання             | Чоловіки, 400 м вільним стилем                                        |  |
| Срібло             | Арне Борг | Плавання             | Чоловіки, 1500 м вільним стилем                                       |  |
| Срібло             | Рудольф Свенссон | Боротьба             | Чоловіки, вільна боротьба, до 87 кг                                   |  |
| Срібло             | Рудольф Свенссон | боротьба             | Чоловіки, греко-римська боротьба, до 82,5 кг                          |  |
| Бронза             | Едвін Віде | Легка атлетика       | Чоловіки, 5000 м                                                      |  |
| Бронза             | Стен Петтерссон | Легка атлетика       | Чоловіки, 110 м з бар'єрами                                           |  |
| Бронза             | Гуннар Шельд Ерік Булін Рагнар Мальм | Велоспорт            | Чоловіки, командна гонка по шосе                                      |  |
| Бронза             | Єрдіс Тепель | Стрибки у воду       | Жінки, 10-метрова вишка                                               |  |
| Бронза             | Нільс Гельстен | Фехтування           | Чоловіки, шпага, особиста першість                                    |  |
| Бронза             | \| Аксель Альфредссон \| \| Рудольф Кокк \| \| \| \| Карл Броммессон \| \| Сігфрід Ліндберг \| \| \| \| Густаф Карлссон \| \| Вігор Ліндберг \| \| \| \| Альбін Даль \| \| Свен Ліндквіст \| \| \| \| Свен Фріберг \| \| Еверт Лундквіст \| \| \| \| Карл Густафссон \| \| Стен Мельгрен \| \| \| \| Фрітьоф Гілл \| \| Гуннар Ольссон \| \| \| \| Конрад Гірш \| \| Свен Риделль \| \| \| \| Гуннар Гольмберг \| \| Гаррі Сундберг \| \| \| \| Пер Кауфельдт \| \| Торстен Свенссон \| \| \| \| Торі Келлер \| \| Роберт Зандер \| \| \| | Футбол               | Чоловіки                                                              |  |
| Бронза             | Бертіль Уггла | Сучасне п'ятиборство | Чоловіки, особиста першість                                           |  |
| Бронза             | Альфред Сван | Стрільба             | чоловіки, «біжить олень», 100 м, подвійні постріли, особиста першість |  |
| Бронза             | Аксель Екблум Моріц Югансон Фредрік Ланделіус Альфред Сван | Стрільба             | Чоловіки, «Біжить олень», 100 м, подвійні постріли, командна першість |  |
| Бронза             | Арне Борг Оке Борг Тур Геннінг Єста Перссон Орвар Тролле Георг Вернер | Плавання             | Чоловіки, естафета 4 × 200 м вільним стилем                           |  |
| Бронза             | Айна Берг Гурлі Еверлунд Віван Петтерссон Єрдіс Тепель | Плавання             | Жінки, естафета 4 × 100 м вільним стилем                              |  |
| Бронза             | Ерік Мальмберг | боротьба             | Чоловіки, греко-римська боротьба, до 62 кг                            |  |
| Аксель Альфредссон | | Рудольф Кокк         |                                                                       |  |
| Карл Броммессон    | | Сігфрід Ліндберг     |                                                                       |  |
| Густаф Карлссон    | | Вігор Ліндберг       |                                                                       |  |
| Альбін Даль        | | Свен Ліндквіст       |                                                                       |  |
| Свен Фріберг       | | Еверт Лундквіст      |                                                                       |  |
| Карл Густафссон    | | Стен Мельгрен        |                                                                       |  |
| Фрітьоф Гілл       | | Гуннар Ольссон       |                                                                       |  |
| Конрад Гірш        | | Свен Риделль         |                                                                       |  |
| Гуннар Гольмберг   | | Гаррі Сундберг       |                                                                       |  |
| Пер Кауфельдт      | | Торстен Свенссон     |                                                                       |  |
| Торі Келлер        | | Роберт Зандер        |                                                                       |  |